# Liste der Museen in Hamm
Die Liste der Museen in Hamm beinhaltet Museen, die unter anderem Kunst, Kultur und Naturgeschichte vorstellen.

## Liste der Museen
| Bezeichnung             | Stadtteil | Bemerkungen       | Bild |
| ----------------------- | --------- | ----------------- | ---- |
| Gustav-Lübcke-Museum    |           |                   |      |
| Heimatmuseum Heessen    | Heessen   |                   |      |
| Heimatverein Norddinker | Uentrop   |                   |      |
| Heimatmuseum Rhynern    | Rhynern   |                   |      |
| Museumseisenbahn        |           |                   |      |
| Naturkundemuseum        |           | Im Tierpark Hamm. |      |
| Stadthaus-Galerie       |           |                   |      |